# Herdla
Herdla er en ø i den nordlige ende af Askøy kommune i Vestland. Den 1,6 kvadratkilometer store ø ligger 30 km fra Kleppestø og Askøybroen. Herdla er det rigeste fugleområde i Hordaland med 224 registrerede fuglearter (2003). Det særprægede og produktive hav- og vådarksområdet på Herdla førte til at et område på 3,1 kvadratkilometer blev fredet i 1985, og er en del af det 1,3 kvadratkilometer store naturreservat som omfatter Herdlevalen og strandene rundt om denne. Naturreservatet er med til at gøre Herdla til et vigtigt rejsemål.

## Herdla flyveplads og fort
Herdla flyveplads blev bygget af den tyske okkupationsmagt under anden verdenskrig. Den flade Herdlevalen egnede sig godt til at bygge en flybase, og Herdla var den vigtigste flyveplads mellem Stavanger lufthavn Sola og Trondheim Lufthavn, Værnes. Flesland flyveplads ved Bergen blev ikke åbnet før i 1955. Flybasen på Herdla var vigtig i forsvaret af ubådsbyen Bergen. Tyskerne byggede også Herdla fort, med torpedobatteriet Hjelte. Herdla ble kaldt «Festung Herdla», og alle civile måtte i løbet af krigen flytte fra øen. Da indbyggerne kom tilbage i 1945, forestod et stort oprydningsarbejde. Noget af området på øen blev efter krigen taget i brug af det norske forsvar, og der blev bygget mange nye forsvarsanlæg , mens mesteparten af de gamle tyske anlæg ligger som ruiner. I nyere tid har Herdla Fort vært brugt som øvelsesort for rekrutter til Kystartilleriet, men denne aktivitet sluttede i 2000 som en del af omstruktureringen af forsvaret og kystartilleriet blev nedlagt som selvstændig våbengren.

## Herdla herad (kommune) 1871 – 1964
Herdla blev 1. januar 1871 udskilt fra Manger som en selvstændig kommune med navnet Herlø heradskommune. Navnet blev ændret til Herdla i 1917. Administrationscenteret blev lagt til øyen Herdla. I kommunen var der omkring 2000 øer, holme og skær. Totalt udgjorde dette 114 kvadratkilometer. Kun 10 kvadratkilometer var jordbrugsareal. Fiskeri var det vigtigste erhverv. Der boede omkring 5000 personer i kommunen da den blev opløst fra 1. januar 1964. Øygarden kommune blev dannet, Misje og Turøy blev lagt til Fjell kommune. Området Kjerrgarden-Herdla blev lagt til Askøy kommune og Eikeland-Husebø til Meland kommune. Bognøy blev lagt til Radøy kommune.

## Friluftsliv
Herdla er et populært område for friluftsliv. Der er populære vandrestier i naturreservatetog der er et godt til fritidsfiskeri både fra land og båd. Herdla golfklub har egen nihullsbane på Herdla.
Bergen brettseilerklubb har sin hovedbase på øen, og vindsurfere fra hele Hordaland mødes jævnlig her, da Herdla har en god vindstatistik med sin beliggenhed langt mod vest.
Dykning og kajakpadling er også populært på Herdla.